# Enocomia ampliata
Enocomia ampliata är en insektsart som beskrevs av Ball 1919. Enocomia ampliata ingår i släktet Enocomia och familjen spottstritar. Inga underarter finns listade i Catalogue of Life.